# Kaum asz-Szajch Ubajd
Kaum asz-Szajch Ubajd – miejscowość w Egipcie, w muhafazie Al-Minufijja, w dystrykcie Tala. W 2006 roku liczyła 1464 mieszkańców.